# Parafia Matki Boskiej Bolesnej w Łomży
Parafia pw. Matki Bożej Bolesnej w Łomży – rzymskokatolicka parafia należąca do dekanatu Łomża - św. Michała Archanioła, diecezji łomżyńskiej, metropolii białostockiej.

## Historia
Od roku 1972 istniał tu samodzielny ośrodek duszpasterski. Parafia pod wezwaniem  Matki Bożej została erygowana 1 marca 1979 r. przez biskupa Mikołaja Sasinowskiego. Powstała z terytorium parafii św. Michała Archanioła. Posługę duszpasterską w parafii prowadzą kapucyni.

## Kościół parafialny
Kościół zakonny pw. Matki Boskiej Bolesnej zbudowany został w latach 1770-1789 z fundacji ks. kanonika płockiego Tyszki. Pobłogosławiony w 1789 r. przez kan płockiego i oficjała łomżyńskiego ks. Marcina Kraszewskiego. Konsekrowany został 2 września 1798 r. przez biskupa Onufrego Kajetana Szembeka.

## Duszpasterze
Proboszczowie
- O. Mieczysław Kowalik OFM Cap. 1979-1985
- O. Marian Puta OFM Cap. 1985-1991
- O. Zbigniew Zdanowicz OFM Cap. 1991-1994
- O. Kazimierz Śnieg OFM Cap. 1994-1997
- O. Tadeusz Trojanowski OFM Cap. 1997-2000
- O. Waldemar Grubka OFM Cap. 2000-2006
- O. Grzegorz Sucheński OFM Cap. 2006-2009
- O. Krzysztof Groszyk OFM Cap. 2009-2011
- O. Marcin Radomski OFM Cap. 2011-2012
- O. Mirosław Ferens OFM Cap. 2012-2018[2]
- O. Andrzej Makowski OFM Cap. od 2018[3]

Wikariusze
- O. Adam Strojnowski OFM Cap[4].

Powołania kapłańskie z terenu parafii
- O. Jan Gerłowski OMI (1976),
- O. Tadeusz Trojanowski OFM Cap. (1977),
- O. Andrzej Chludziński OFM Cap. (1985),
- O. Andrzej Dobrowolski OSJ (1987),
- ks. Lech Szymczyński (1996).

## Obszar parafii
W granicach parafii znajdują się ulice Łomży:

- Długa (nieparzyste),
- Jatkowa,
- Kanalna,
- Kapucyńska,
- Kaznodziejska,
- Kolegialna,
- Krótka,
- Krzywe Koło,
- Nadnarwiańska,
- Piękna (parzyste),
- Pocztarska,
- Rybaki,
- Radziecka,
- Rządowa,
- Senatorska (nieparzyste),
- Stary Rynek,
- Szkolna,
- Wiejska (do ul. Pięknej),
- Woziwodzka,
- Zatylna,
- Zamiejska,
- Zielona,
- Pl. Zielony,
- Zjazd.